# Бременер, Соломон Михайлович
Соломо́н Миха́йлович Бре́менер (15 февраля 1902 — 27 января 1972) — советский гастроэнтеролог и гигиенист, учёный в области лечебного питания и гигиены питания; доктор медицинских наук, профессор.

## Биография
Сын кишинёвского мещанина, фтизиодерматолога, доктора медицинских наук Михаила Моисеевича Бременера (1873—1950), одного из основоположников организации борьбы с кожным туберкулёзом в России, и Ханы Симоновны Шмерлинг.
С начала 1930-х годов был ассистентом, с 1934 года — старшим научным сотрудником и одновременно учёным секретарём Центрального государственного научного института общественного питания. Диссертацию на учёную степень кандидата медицинских наук защитил в 1945 году по теме «Влияние пищевого режима на депонирование аскорбиновой кислоты в органах». Будучи заведующим приёмным покоем НИИ общественного питания, фигурировал в сообщении Министерства внутренних дел СССР и ТАСС «Убийцы в белых халатах» по делу о раскрытии группы врачей-вредителей в газете «Правда» от 13 января 1953 года.
Автор научных трудов в области гигиены питания, витаминологии и гастроэнтерологии, в том числе монографий по профилактике и лечению заболеваний желудка и двенадцатиперстной кишки, витаминам и их лечебному применению, фармакодинамике аскорбиновой кислоты, а также многократно переиздававшегося учебника «Гигиена питания» (1950—1967).

## Семья
- Первая жена — Дина Шлёмовна Бердичевская (1902, Варшава — 1969, Москва), врач, в 1930-с годы работала в московском 1-м венерологическом диспансере.
  - Сын — Макс Соломонович Бременер, писатель, автор произведений для детей и юношества.
- Вторая жена — Серафима (Сима) Львовна Рошаль (1906—1971), сценарист, сестра режиссёра, народного артиста СССР Г. Л. Рошаля. 
  - Дочь — Елизавета Соломоновна Ухова (1934—2010), учительница русского языка и литературы, воспоминания о которой оставила Вероника Долина[5][6].
- Племянник — Лев Моисеевич Рошаль (1936—2010), киновед и кинодраматург, доктор искусствоведения, заслуженный деятель искусств РСФСР.

## Публикации
- Гигиена в продуктовом магазине. М.—Л.: Государственное торговое издательство, 1930. — 39 с.
- Санитарный минимум в продмаге и закрытом распределителе. М.—Л.: ОГИЗ — Государственное медицинское издательство, 1931. — 32 с.
- Памятка по санитарному минимуму в столовых общественного питания при промышленных предприятиях. М.: Государственный научный институт питания НКЗдрава и Центросоюза (Отдел санитарного просвещения). М.—Л.: ОГИЗ — Государственное медицинское издательство, 1931. — 16 с.
- Санитария и гигиена в хлебопечении на хлебозаводах, в хлебопекарнях и в местах продажи хлеба. М.—Л.: Государственное медицинское издательство, 1934.
- Программа для хлебореза предприятия общественного питания. Разработана Центральным научным институтом общественного питания под редакцией С. М. Бременер. Наркомснаб СССР, Главное управление народного питания, Союзнарпит. М.: За пищевую индустрию, 1934.
- Гигиена в общественном питании. Центральный научно-исследовательский институт питания. Под редакцией С. М. Бременер. Главное управление столовыми Наркомвнуторга СССР. М.—Л.: Пищепромиздат, 1935.
- Гигиена и санитария общественного питания (с соавторами). Учебное пособие для школ кулинарного ученичества системы Наркомторга. М.: Госторгиздат, 1936. — 96 с.
- Защита пищевых продуктов от отравляющих веществ. М.—Л.: Медгиз, 1939. — 15 с.
- Гигиена питания (конспект лекций). М.: Центральный институт санитарного просвещения, 1948. — 68 с.; 3-е издание — М., 1951. — 52 с.
- Материалы для санитарно-просветительного бюллетеня о язве желудка и двенадцатиперстной кишки. M.: Центральный институт санитарного просвещения, 1949; Челябинский областной дом санитарного просвещения, 1950.
- Язвенная болезнь желудка и двенадцатиперстной кишки. М.: Институт санитарного просвещения, 1949. — 44 с.; 1950.
- Язвенная болезнь. М.: Институт санитарного просвещения, 3-е издание — 1961. — 63 с.
- Гигиена общественного питания (с основами физиологии питания). Учебное пособие. М.: Госторгиздат, 1950; 2-е издание — там же, 1955. — 172 с.
- Хигиена на храненето. София: Здравиздат, 1950. — 44 с.
- Лечебное питание. М.: Институт санитарного просвещения Министерства здравоохранения СССР, 1954; 2-е издание — М., 1959. — 99 с.
- Витамины. М.: Медгиз, 1959. — 172 с.
- Методические указания по улучшению организации лечебного питания в санаториях Южного берега Крыма. Из клиники лечебного питания Института климатотерапии туберкулёза. Ялта, 1952. — 12 с.
- Гигиена питания: с основами анатомии и физиологии. Учебное пособие. М.: Госторгиздат, 1950. — 280 с.; 2-е издание — 1955. — 280 с.; 3-е издание, М.: Госторгиздат, 1962. — 328 с.; 4-е издание — М.: Экономика, 1967. — 207 с.
- Хигиена на общественото хранене (с физиологични основи на храненето). Превел от рус. д-р Георги Ан. Попов. София: Народна просвета, 1953. — 146 с.
- Хронические заболевания желудка и их предупреждение: Гастриты и язвенная болезнь. М.: Институт санитарного просвещения, 1965. — 56 с.; Тбилиси: Сабчота Сакартвело, 1985. — 85 с.
- Витамины и их клиническое применение. М.: Медицина, 1966. — 420 с.
- Витамины в домашнем питании. М.: Пищевая промышленность, 1974. — 71 с.